# ユーソ・ピカリスト
ユーソ・ピカリスト (Juuso Pykälistö, 1975年5月21日 - ) は、フィンランドのラリードライバー。パイヤト＝ハメ県のパダヨスキ出身。シトロエンおよびプジョーからWRCに参戦した。アークティック・ラリーで2勝を挙げている。